# 森下剛任
森下 剛任（もりした まさと、1984年8月19日- ）は、三重県生まれの競技麻雀のプロ雀士。日本プロ麻雀連盟所属。団体内の段位は六段。妻は同団体の井上絵美子。

## 経歴・人物
- 雀風は攻撃型。キャッチフレーズは東海一の押し麻雀。

- プロ・アマ混合の自団体のタイトル戦、王位を二度獲得。

## 獲得タイトル
- 王位戦(第39期[2]、第45期[3])